# The Independent
The Independent è un quotidiano britannico online. Fondato nel 1986 come giornale cartaceo, dall'aprile 2016 esce esclusivamente in edizione digitale.

## Storia
The Independent è stato fondato da tre ex giornalisti del Daily Telegraph: Andreas Whittam Smith, Stephen Glover e Matthew Symonds.
Pubblicato dalla "Newspaper Publishing Limited", il primo numero è uscito il 7 ottobre 1986. Quando è nato era in pieno corso lo scontro tra giornalisti e poligrafici del Times e il loro nuovo proprietario, Rupert Murdoch, che si concluse, poi, con la vittoria dell'editore. Molti giornalisti del Times hanno preferito lasciare il giornale e trasferirsi all'Independent, che ha potuto così contare subito su una redazione di ottimo livello.
Il successo del quotidiano è stato immediato: già nel 1989 ha raggiunto una tiratura record superiore a 400 000 copie. Nel 1990 è stata lanciata l'edizione domenicale, Independent on Sunday. Il giornale si rivolge all'ala laburista e si è ritagliato un'importante nicchia di mercato tra ambientalisti, pacifisti e cittadini insofferenti della monarchia, che l'Independent critica spesso.
Nei primi anni Novanta il quotidiano ha accusato problemi finanziari: l'edizione domenicale si è rivelata troppo costosa; inoltre la guerra dei prezzi al ribasso scatenata dal Times ha portato via molte copie. Il quotidiano è stato oggetto di alcuni passaggi proprietari, fino ad essere rilevato dalla "Independent News & Media" di Anthony O'Reilly (oggi Sir).
Nel 1998 prende la guida del giornale Simon Kelner, che allora aveva 41 anni. La tiratura è scesa a 200 000 copie. Kelner subito ha praticato una cura ricostituente: nuovo design per le pagine, contenuti più spettacolari in prima pagina, basata su un solo argomento-guida. Dopo cinque anni le vendite sono risalite, ma i conti erano ancora in rosso. Kelner ha deciso quindi di giocare la carta decisiva, quella che avrebbe potuto determinare una svolta netta e decisiva che lo avrebbe premiato o, se fosse andata male, avrebbe rovinato irrimediabilmente la sua carriera.
L'idea era quella di abbandonare il classico formato "a nove colonne" (broadsheet) per il più agile tabloid. La scelta era rischiosa poiché il tabloid è usato da tutta la stampa popular, verso la quale i giornali quality hanno sempre mantenuto le distanze. Ma il formato ridotto avrebbe determinato un minore consumo di carta e quindi avrebbe ridotto i costi di produzione. Inoltre Kelner pensava che un tabloid fosse più leggibile dalla gente in metropolitana e sui mezzi di trasporto in generale, e che quindi i lettori si sarebbero abituati presto. Una ricerca di mercato ha confermato le sue intuizioni.
Kelner ha deciso comunque di lasciare l'ultima parola ai lettori: il 30 settembre 2003 il giornale è uscito a Londra nei due formati: broadsheet (74,9 × 59,7 cm) e tabloid (esattamente la metà). Entrambe le edizioni hanno contenuto le stesse notizie, la stessa foto in prima pagina, gli stessi titoli. Non ci sono stati problemi con le rotative.
I risultati sono stati attesi con trepidazione. Dopo alcuni mesi l'editore O'Reilly ha annunciato che le vendite avevano superato quota 250 000: la scommessa è stata vinta. Il 14 maggio 2004 il giornale è stato pubblicato l'ultima volta nell'edizione a 9 colonne e da allora esce solo in formato tabloid.
Nel 2004 il quotidiano è stato nominato "Quotidiano dell'anno" nell'ambito della consegna dei premi della stampa britannica (British Press Awards)
In seguito a gravi difficoltà finanziarie il quotidiano è stato ceduto il 25 marzo 2010 alla «Independent Print Limited» del miliardario russo Alexander Lebedev.
Dal 28 marzo 2016 il quotidiano non esce più su carta stampata ma è disponibile soltanto sul world wide web. L'Independent on Sunday è stato chiuso con il numero del 20 marzo 2016.